# Lago Türlersee
O Lago Türler (em alemão:  Türlersee) é um lago localizado no distrito de Affoltern, Cantão de Zurique, Suíça. Este lago encontra-se na fronteira dos municípios de Aeugst e de Hausen am Albis a uma altitude de 643 m. O lago tem uma área de 0,49 km ² (comprimento máximo de 1,4 km, largura de 500 m).